# معاهدة الاتحاد الأوروبي

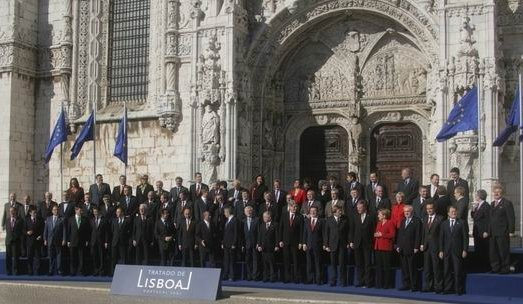

معاهدة الاتحاد الأوروبي (2007) تعد واحدة من المعاهدات الرئيسية للاتحاد الأوروبي، إلى جانب المعاهدة الخاصة بعمل الاتحاد الأوروبي. تشكل المعاهدة أساس قانون الاتحاد الأوروبي، من خلال تحديد المبادئ العامة لغرض الاتحاد الأوروبي، وإدارة مؤسساته المركزية (مثل المفوضية والبرلمان والمجلس)، فضلاً عن القواعد الخاصة بالسياسة الخارجية والأمنية.

## التاريخ
في حين دخلت النسخة الحالية من المعاهدة حيز التنفيذ في عام 2009، بعد معاهدة لشبونة (2007)، تم تنفيذ الشكل الأقدم لنفس الوثيقة بموجب معاهدة ماستريخت (1992).

## أحكام

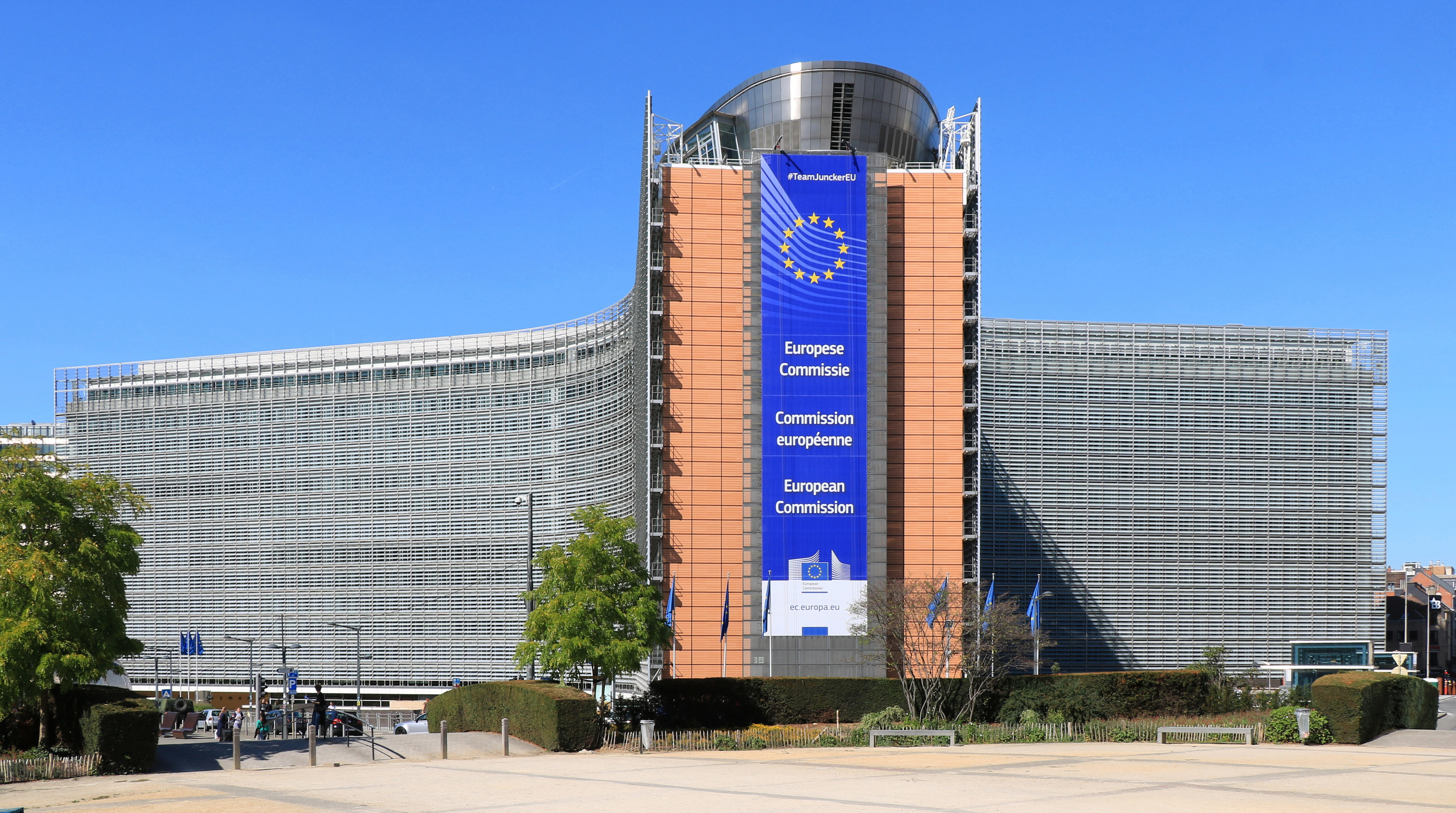
بلجيكا - بروكسل - شومان - بيرلايمونت

بعد الديباجة ينقسم نص المعاهدة الموحد إلى ستة أجزاء.

### الباب الأول: أحكام مشتركة
تحدد المادة 1 الاتحاد الأوروبي على أساس الجماعة الأوروبية وتحدد القيمة القانونية للمعاهدات. تنص المادة 2 على أن الاتحاد الأوروبي «تأسس على قيم احترام كرامة الإنسان والحرية والديمقراطية والمساواة وسيادة القانون واحترام حقوق الإنسان، بما في ذلك حقوق الأشخاص المنتمين إلى الأقليات». تشترك الدول الأعضاء في «مجتمع تسوده التعددية وعدم التمييز والتسامح والعدالة والتضامن والمساواة بين المرأة والرجل».
ثم تنص المادة 3 على أهداف الاتحاد الأوروبي في ست نقاط. الأول هو ببساطة تعزيز السلام والقيم الأوروبية ورفاهية مواطنيها. والثاني يتعلق بحرية الحركة مع وجود ضوابط على الحدود الخارجية. الهدف 3 يتعامل مع السوق الداخلية. تحدد النقطة 4 اليورو. تنص النقطة 5 على أن الاتحاد الأوروبي يجب أن يعزز قيمه، ويساهم في القضاء على الفقر، ويحترم حقوق الإنسان ويحترم ميثاق الأمم المتحدة. النقطة السادسة الأخيرة تنص على أن الاتحاد الأوروبي سوف يسعى لتحقيق هذه الأهداف «بالوسائل المناسبة» وفقًا لاختصاصاته المنصوص عليها في المعاهدات.
تتعلق المادة 4 بسيادة الدول الأعضاء والتزاماتها. تحدد المادة 5 مبادئ التفويض والتبعية والتناسب فيما يتعلق بحدود سلطاتها. تُلزم المادة 6 الاتحاد الأوروبي بميثاق الحقوق الأساسية للاتحاد الأوروبي والاتفاقية الأوروبية لحقوق الإنسان. تتناول المادة 7 تعليق عضوية دولة عضو وتتناول المادة 8 إقامة علاقات وثيقة مع الدول المجاورة.

### الباب الثاني: أحكام حول المبادئ الديمقراطية
تنص المادة 9 على المساواة بين المواطنين في الاتحاد الأوروبي. تنص المادة 10 على أن الاتحاد الأوروبي تأسس في ظل ديمقراطية تمثيلية وأنه يجب اتخاذ القرارات بأكبر قدر ممكن من المواطنين. يشير إلى الأحزاب السياسية الأوروبية وكيف يتم تمثيل المواطنين: مباشرة في البرلمان ومن قبل حكوماتهم في المجلس والمجلس الأوروبي - مسؤول أمام البرلمانات الوطنية. تنص المادة 11 على شفافية الحكومة، وتعلن أنه يجب إجراء مشاورات واسعة وتقدم بندًا بشأن الالتماس حيث يجوز لمليون مواطن على الأقل تقديم التماس إلى المفوضية للتشريع بشأن مسألة ما. تمنح المادة 12 البرلمانات الوطنية مشاركة محدودة في العملية التشريعية.

### الباب الثالث: أحكام خاصة بالمؤسسات
تحدد المادة 13 المؤسسات بالترتيب التالي وتحت الأسماء التالية: البرلمان الأوروبي، والمجلس الأوروبي، والمجلس، والمفوضية الأوروبية، ومحكمة العدل التابعة للاتحاد الأوروبي، والبنك المركزي الأوروبي، ومحكمة المدققين. وهي تلزم التعاون فيما بينها وتحصر اختصاصاتها في الصلاحيات المنصوص عليها في المعاهدات.
تتناول المادة 14 أعمال البرلمان وانتخابه، والمادة 15 مع المجلس الأوروبي ورئيسه، والمادة 16 مع المجلس وتشكيلاته، والمادة 17 مع المفوضية وتعيينها. تحدد المادة 18 الممثل السامي للاتحاد للشؤون الخارجية والسياسة الأمنية وتنشئ المادة 19 محكمة العدل.

### الباب الرابع: أحكام بشأن تعزيز التعاون
يحتوي العنوان 4 على مادة واحدة فقط تسمح لعدد محدود من الدول الأعضاء بالتعاون داخل الاتحاد الأوروبي إذا كان الآخرون يمنعون الاندماج في هذا المجال.

### الباب الخامس: أحكام عامة عن عمل الاتحاد الخارجي
يتضمن الفصل الأول من هذا العنوان المادتين 21 و22. تتناول المادة 21 المبادئ التي تحدد السياسة الخارجية للاتحاد الأوروبي؛ بما في ذلك الامتثال لميثاق الأمم المتحدة، وتعزيز التجارة العالمية، والدعم الإنساني، والحوكمة العالمية. تمنح المادة 22 المجلس الأوروبي، بالإجماع، السيطرة على تحديد السياسة الخارجية للاتحاد الأوروبي.
الفصل 2 ينقسم كذلك إلى أقسام. توضح البنود الأولى المشتركة المبادئ التوجيهية وأداء السياسة الخارجية للاتحاد الأوروبي، بما في ذلك إنشاء خدمة العمل الخارجي الأوروبي ومسؤوليات الدول الأعضاء. القسم 2، المواد من 42 إلى 46، تتناول التعاون العسكري (بما في ذلك الدفاع المتبادل).
في 17 نوفمبر 2015، دعت فرنسا الدول الأعضاء الأخرى للمساعدة العسكرية، على أساس المادة 42. كانت هذه هي المرة الأولى التي يتم فيها تطبيق المادة وتم الإبلاغ عن رد جميع الدول الأعضاء بالاتفاق (المرجع نفسه). ومع ذلك، توصلت دولة عضو واحدة على الأقل (فنلندا) إلى أنه تم استبعاد المساعدة العسكرية بسبب تعارض القانون الوطني.

### الباب السادس: أحكام ختامية
تحدد المادة 47 الشخصية القانونية للاتحاد الأوروبي. تتناول المادة 48 طريقة تعديل المعاهدة؛ على وجه التحديد إجراءات المراجعة العادية والمبسطة. تتناول المادة 49 طلبات الانضمام إلى الاتحاد الأوروبي والمادة 50 مع الانسحاب. في أعقاب التصويت على خروج بريطانيا من الاتحاد الأوروبي في بريطانيا في 23 يونيو 2016، استندت المملكة المتحدة رسميًا إلى المادة 50 في مارس 2017، مع إعطاء إشعار بأنها ستترك الاتحاد الأوروبي في غضون عامين. تتناول المادة 51 البروتوكولات الملحقة بالمعاهدات وتتناول المادة 52 التطبيق الجغرافي للمعاهدة. تنص المادة 53 على أن المعاهدة سارية المفعول لمدة غير محدودة، وتتناول المادة 54 المصادقة و55 مع الصيغ اللغوية المختلفة للمعاهدات.

## روابط خارجية
- النص الكامل للمعاهدة في EUR-Lex